# Ferdinand Carré
Ferdinand Philippe Edouard Carré (Moislains, 11 de março de 1824 — Pommeuse, 11 de janeiro de 1900) foi um engenheiro francês e inventor de equipamentos de refrigeração.

## Seu trabalho
Em 1850, o seu irmão Ferdinand Edmond Carré (22 de Janeiro de 1833 — 7 de Maio de 1894) desenvolveu o primeiro sistema de refrigeração por absorção, utilizando água e ácido sulfúrico. Ferdinand continuou com o trabalho de Edmond sobre o processo de refrigeração, em 1858 desenvolveu uma máquina que utilizava água como absorvente e amônia como refrigerante. Em 1859,sua máquina de absorção foi patenteado na França e em 1860 nos Estados Unidos. Em 1862 ele exibiu sua máquina de fazer gelo na Exposição Internacional de Londres ,produzindo uma potência de 200 kg (440 libras) por hora. A sua concepção foi baseada no sistema de gás-vapor.

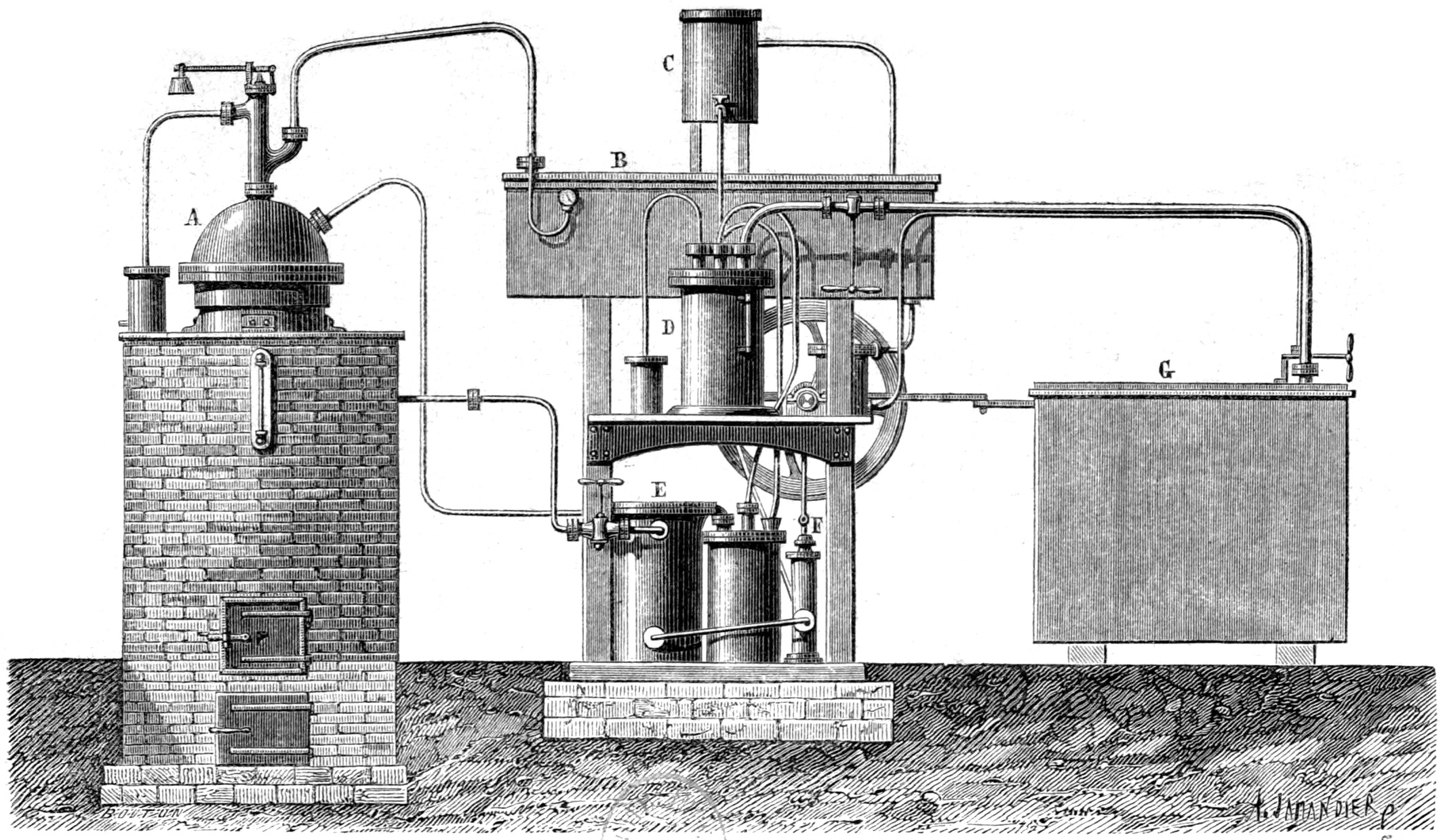
Dispositivo para fazer gelo de Ferdinand Carré.Ilustração do livro "Água",de Gaston Tissandier 4 ª Edição (1878) - Biblioteca Hachette.

Em 1876, ele equipou o navio "Paraguai" com um sistema de refrigeração por absorção, permitindo que o navio fosse transportar carne congelada em uma viagem intercontinental. O método de Carré permaneceu popular até o início dos anos de 1900, onde foi substituído por sistemas que utilizam o vapor líquido com ciclo de compressão.
Carré também realizou pesquisas no campo da eletricidade. Em 1877, ele inventou um regulador de luz elétrica. Inventou também a máquina de Carré, um gerador eletrostático, utilizado para produzir altas tensões.